# Vinko Puljić
Vinko Puljić (Priječani, 1945. szeptember 8. –) katolikus pap, nyugalmazott vrhbosna-szarajevói érsek, bíboros.

## Pályafutása
Boszniában született tizenhárom gyermekes családban. A zágrábi kisszeminárium elvégzése után teológiai tanulmányait Diakováron folytatta. 1970. június 29-én szentelték pappá.
Nyolc éven át a Banja Luka-i egyházmegyében szolgált, majd a Zárai főegyházmegye kisszemináriumának lelki igazgatója lett, 1990-ben pedig a szarajevói szeminárium rektorhelyettesévé nevezték ki.

### Püspöki pályafutása
1990. november 19-én II. János Pál pápa vrhbosna-szarajevói érsekké nevezte ki. 1990. január 6-án szentelte püspökké a pápa, Giovanni Battista Re és Justin Francis Rigali címzetes érsekek segédletével.
Szarajevó ostroma alatt felhívásaival – személyes kockázatot is vállalva – kiállt a békéért és az emberi személy jogainak védelméért; a szerb hadsereg egyszer tizenkét órára be is börtönözte. 1994. november 26-án a pápa bíborossá kreálta, ezzel is kimutatva közelségét a háború sújtotta boszniai néphez.

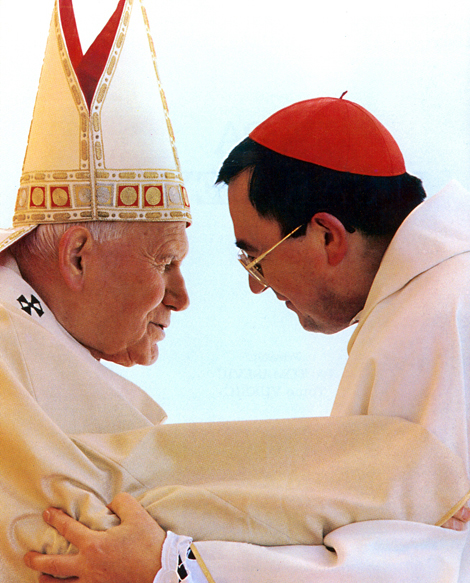
II. János Pál pápával 1997-es bosznia-hercegovinai látogatása során

1997-ben az ország másik három fő vallásának képviselőivel megalapította a Bosznia-Hercegovinai Vallásközi Tanácsot. 1997-ben II. János Pál pápát, 2015-ben pedig Ferenc pápát fogadta bosznia-hercegovinai látogatásukon. 2015-től a Bosznia-Hercegovinai Püspöki Konferencia elnöke volt, emellett tagja volt a međugorjei nemzetközi vizsgálóbizottságnak.
2022. január 29-én Ferenc pápa elfogadta lemondását, így nyugalomba vonult.